# Cowden (Illinois)
Cowden es una villa ubicada en el condado de Shelby en el estado estadounidense de Illinois. En el Censo de 2010 tenía una población de 629 habitantes y una densidad poblacional de 604,13 personas por km².

## Geografía
Cowden se encuentra ubicada en las coordenadas 39°14′57″N 88°51′34″O / 39.24917, -88.85944. Según la Oficina del Censo de los Estados Unidos, Cowden tiene una superficie total de 1.04 km², de la cual 1.04 km² corresponden a tierra firme y (0%) 0 km² es agua.

## Demografía
Según el censo de 2010, había 629 personas residiendo en Cowden. La densidad de población era de 604,13 hab./km². De los 629 habitantes, Cowden estaba compuesto por el 99.21% blancos, el 0% eran afroamericanos, el 0% eran amerindios, el 0.32% eran asiáticos, el 0% eran isleños del Pacífico, el 0.32% eran de otras razas y el 0.16% pertenecían a dos o más razas. Del total de la población el 0.32% eran hispanos o latinos de cualquier raza.